# Sección de Cerámica del Museo de Zaragoza
La Sección de Cerámica del Museo de Zaragoza recoge diversas muestras de cerámica decorada popular aragonesa. El proyecto inicial nace en 1956 con el objeto de construir cinco edificios representativos de la arquitectura popular aragonesa de los que se llegaron a realizar dos:
- La Casa de Albarracín, que acoge la sección de Cerámica del Museo de Zaragoza.
- La Casa de Ansó, que acoge la Sección de Etnología del Museo de Zaragoza.

Ambos edificios están situados en el Parque José Antonio Labordeta de la capital aragonesa. 
Desde la reforma museística acaecida en 1990, la Casa de Albarracín, alberga una colección de cerámicas de Aragón. Entre el material expuesto se encuentran lozas decoradas de Muel, Teruel, Villafeliche y producciones procedentes de otros centros de la alfarería aragonesa. También se explican las funciones y la evolución de esta artesanía a lo largo de la historia.